# مونغو بارك (مستكشف)
مونغو بارك (بالإنجليزية: Mungo Park)‏ هو مستكشف اسكتلندي (1771 – 1806)، كان أول أوربي يزور مناطق نهر النيجر.

## سنواته الأولى
ولد بارك في سيلكيركشاير في اسكتلندا في 20 سبتمبر 1771، في فاولشيلز أون ذا يارو في المزرعة الذي استأجرها أبوه من دوق باكلوك. وكان الولد السابع في عائلة من ثلاثة عشرة. بعد أن تلقى تعليما جيدا، رافق جراحا يدعى توماس أندرسن في سيلكيرك، وبعد ذلك دخل جامعة إدنبرة لثلاث فصول (1789 - 1791)، وحصل على الدبلوم الجراحي.
التقى بالسير جوزيف بانكس، الذي كان وقتها رئيس الجمعية الملكية، وقدّمه نسيبه جيمس ديكسون وهو عالم نبات ذو سمعة، ثم حصل على مركز الجراح المساعد على متن سفينة «وورسستر». وقام على متنها برحلة في عام 1792 إلى بنغكولو في سومطرة، وعند عودته في 1793 ساهم في وصف ثمانية أسماك سومطرية جديدة إلى محضر تقارير المجتمع الليني، ثم دخل كلية الجراحين الملكية بإنجلترا.

## الرحلة الأولى

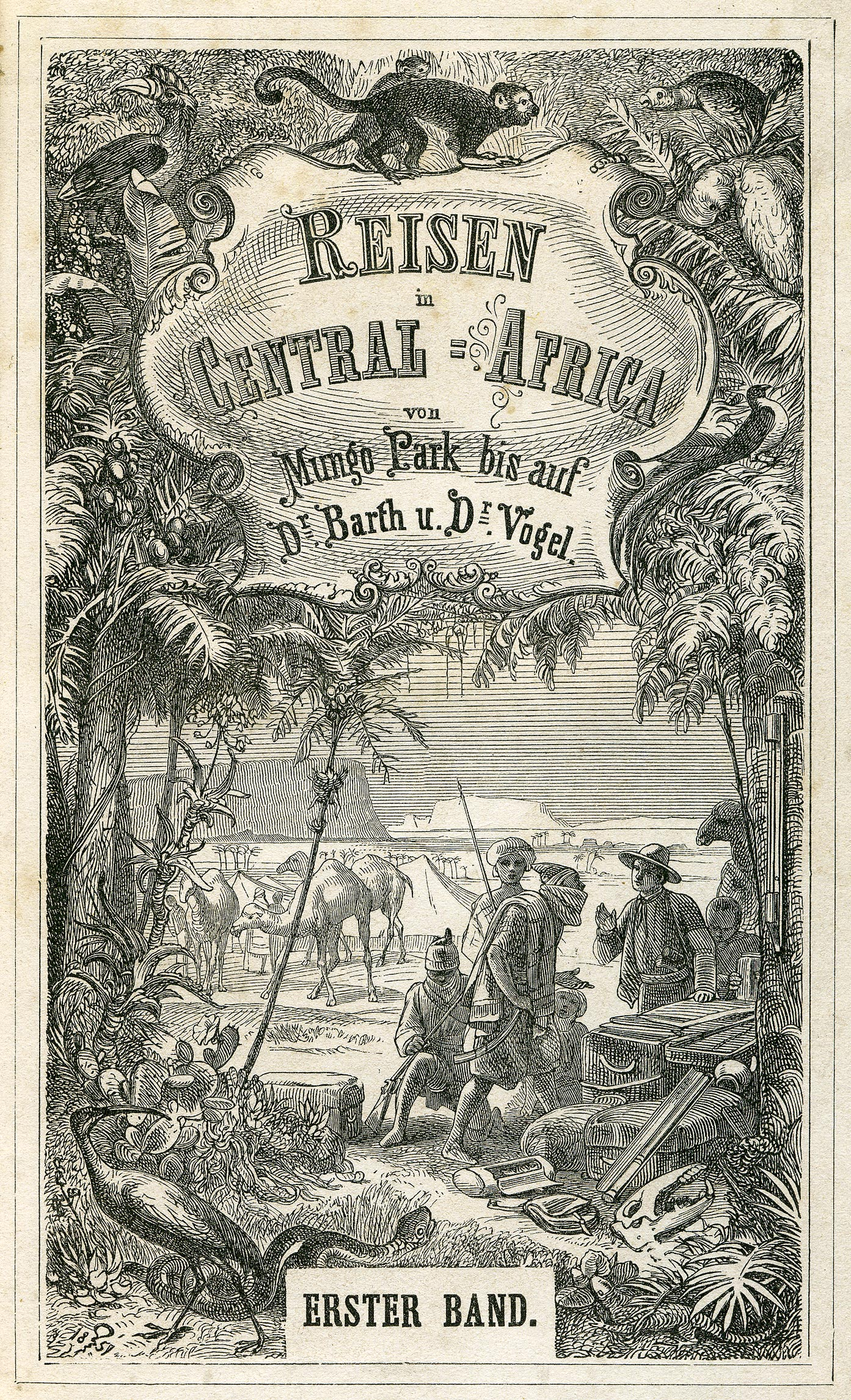
غلاف كتاب رحلات في وسط إفريقيا الصادر عام 1859

عرض بارك خدماته في عام 1794 على الجمعية الأفريقية، التي كانت تبحث عن خليفة للرائد دانيال هوتون، الذي تم إرساله في عام 1790 لاكتشاف مجرى النيجر ومات في الصحراء. ونجح بارك الذي كان مدعوما بنفوذ السير جوزيف بانكس. وصل إلى نهر غامبيا في 21 يونيو 1795 وتوغل نحو 200 ميل (نحو 300 كم) إلى محطة تجارة بريطانية اسمها بيسانيا. وفي 2 ديسمبر بدأ توغله للدواخل المجهولة مصحوبا بعمال زنوج.

### مسار الرحلة
اختار الطريق الذي يعبر حوض السنغال الأعلى وخلال منطقة كارتا شبه الصحراوية. كانت الرحلة مليئة بالصعاب، وسجن من قبل زعيم مغربي في لودامار لأربعة شهور. هرب بعدها وحده وبلا شيء معه غير حصانه وبوصلة جيب في 1 يوليو 1796، وفي 21 من نفس الشهر وصل نهر النيجر في سيغو وكان أول أوروبي يشاهد مياهه. تبع النهر أسفل الجدول 80 ميلا إلى سيلا، حيث اضطر للعودة بعدما انقطعت عنه الموارد اللازمة وأصبح منهكا للغاية. وفي رحلة عودته، التي ابتدأت في 30 يوليو، أخذ طريق أكثر انحرافا إلى الجنوب من ذلك الذي بدأ به أصلا، حيث بقي قريبا من النيجر حتى باماكو، وهكذا تتبع مسار ذلك النهر إجمالا لحوالي 300 ميل (500 كم). في كاماليا وقع فريسة المرض، ودان بحياته إلى شفقة زنجي والذي عاش معه في بيته لسبعة شهور.

### عودته
في النهاية وصل بيسانيا ثانية يوم 10 يونيو 1797، وعاد إلى إنجلترا عن طريق أمريكا في 22 ديسمبر. حيث كان يعتقد بأنه قد مات، وبعودته إلى الوطن بأخبار اكتشاف النيجر اشتعل الحماس بقوة بين العامة. وتم رسم السجلات عن رحلته لصالح الجمعية الأفريقية من قبل بريان إدواردز، وظهرت قصة مفصلة بقلمه في عام 1799 (رحلات في داخل أفريقيا). ونال العمل شعبية كبيرة بما فيه من وفرة للأحداث والأسلوب غير المتكلف، وهو ما يزال يحمل مكانة كعمل كلاسيكي مشهور في هذا القسم من الأدب.

## الرحلة الثانية
استقر بارك في فولشيلز، وتزوج في أغسطس 1799 ابنة سيده القديم توماس أندرسون. وأتاه عرضان للذهاب إلى نيو ساوث ويلز بصفة رسمية وباءا بالفشل، وفي أكتوبر 1801 انتقل بارك إلى بيبلز، حيث زاول مهنة الطب.
في خريف 1803 دعي من قبل الحكومة لقيادة بعثة أخرى إلى النيجر. قبل بارك العرض، لكن موعد بدء البعثة تأخر. استغل زمن الانتظار لتحسين لغته العربية – وقد كان معلمه سيدي أمباك بوبي، وهي من مواطني موغادور (الصويرة)؛ الذي جذبت عاداته الغريبة سلت انتباه أهالي بيبلز. في مايو 1804 عاد بارك إلى فولشيلز، حيث تعرف على السير والتر سكوت، الذي كان وقتها يعيش قريبا في آشستيل، وجمعتهما معا أواصر صداقة حميمة. في سبتمبر استدعي إلى لندن للرحيل إلى البعثة الجديدة.
كان بارك في ذلك الوقت قد تبنى نظرية بأن نهري النيجر والكونغو كانا نهرا واحدا، وفي مذكرة كتبها قبل أن تركه إنجلترا كتب: «آمالي في العودة عبر نهر الكونغو ليست خيالية تماما». وأبحر من بورتسموث إلى غامبيا في 31 يناير 1805، بعد أن مُنح صلاحية رئيس البعثة. كان نسيبه ألكساندر أندرسون مساعد القائد، وعليه فقد منح لقب ملازم. وكذلك رافقه جورج سكوت وهو رفيق له من الحدود وكان رساما، وتضمنت الفرقة أربعة أو خمسة عمال مهرة. في غوري (التي كانت وقتها تحت الاحتلال البريطاني) انضم إلى بارك الملازم أول مارتن، وخمسة وثلاثين مجندا وبحاران.

### مسار الرحلة
لم تصل البعثة النيجر حتى منتصف أغسطس، ولم يبق وقتها من الأوربيين سوى أحد عشر رجلا؛ وكاد البقية يهلكون من الحمى أو الزحار. ومن باماكو أكملوا الرحلة إلى سيغو بزورق. حصلوا على إذن من حاكم تلك البلدة بالمرور، وجهز بارك نفسه في سانسانديغ إلى الجنوب قليلا من سيغو، لرحلته إلى جزء كان ما يزال مجهولا من النهر.
قام بارك بتحويل زورقين إلى مركب واحد جيد بطول 40 قدما (12 متر) وبعرض 6 قدم (بنحو مترين)، وساعده جندي واحد والذي كان الوحيد القادر على العمل سمى الزورق جوبيلا (الاسم المحلي للنيجر)، ومع الأعضاء الباقين على قيد الحياة من فريقه، أبحر بارك بالقارب أسفل الجدول في 19 نوفمبر. مات أندرسون في سانسانديغ يوم 28 أكتوبر، وبهذا فقد بارك العضو الوحيد في الفريق – ماعدا جورج سكوت وقد كان ميتا – الذي كان قد أفاده فعلا. وأولئك الذين صعدوا على متن جوبيلا كانوا بارك ومارتن وثلاثة جنود أوروبيين (أحدهم كان مجنونا) ودليل وثلاثة عبيد.
قبل أن يغادر بارك أعطى إسحاقو، وهو دليل من الماندينغو كان معه لتلك اللحظة، رسائل ليحملها إلى غامبيا ليتم إرسالها إلى إنجلترا. الروح التي بدأ بها بارك المرحلة النهائية من مشروعه صورها جيدا برسالته إلى رئيس وزارة المستعمرات وكتب: «سأبحر إلى الشرق بقرار ثابت لاكتشاف نهاية نهر النيجر أو أموت وأنا أحاول. وحتى إن مات كل الأوربيين الذين معي، وكنت بنفسي نصف ميت، فما زلت أثابر، وإذا لم أستطع أن أنجح في هدف رحلتي، فإني على الأقل سأموت على النيجر». وكتب يذكر إلى زوجته نيته أنه لن يتوقف ولا يحط على أرض حتى يصل للساحل، حيث توقع أن يصل إلى هناك في زمن حول نهاية يناير 1806.

## مصير بارك
كانت هذه الرسائل آخر ما تم استلامه من بارك، ولم يسمع أحد عنه وعن فريقه شيئا حتى وصلت تقارير الكارثة إلى المستوطنات في غامبيا. وقد كلفت الحكومة البريطانية إسحاقو بمهمة الذهاب إلى النيجر للتحقق من مصير المستكشف. في سانسانديغ وجد إسحاقو الدليل الذي كان ضمن أفراد الفريق الذي عبر الجدول مع بارك، والدقة الكبيرة للقصة التي أخبرها تم تأكيدها لاحقا بتحقيقات هيو كلابرتون وريتشارد لاندر. فقد صرح الدليل (ويدعى أمادي) بأن زورق بارك تقدم في النهر إلى ياوري، حيث حط الدليل على اليابسة.
في هذه الرحلة الطويلة بحوالي ألف ميل فإن بارك، الذي كان عنده الكثير من المؤن، تمسك بقراره بالبقاء بعيدا من المواطنين. وبعد جيني أتت تمبكتو، وفي أماكن أخرى مختلفة، خرج المواطنون في الزوارق وهاجموا مركبه. وتم رد جميع هذه الهجمات، فبارك وفريقه كان عندهما الكثير من الأسلحة النارية والذخيرة بينما لم يكن لدى المواطنين شيء منها. وهرب المركب من عديد الأخطار التي رافقت الملاحة في جدول مجهول به العديد من المنحدرات النهرية، فقد بنى بارك مركب جوبيلا بحيث كان يمضي فقط على قدم من الماء.
لكن في منحدرات بوسا التي لم تكن أبعد بكثير عن ياوري، ضرب المركب صخرة وبقي مسرعا. وعلى الضفة تجمع بعض المواطنين الشرسين، الذين هاجموا الفريق بالقوس والسهام ورموا الرماح. ولما كان موقعهم ضعيفا، قفز بارك ومارتن والجنديان اللذان ما زالا باقيين إلى النهر وغرقوا. والباقي الوحيد على قيد الحياة كان أحد العبيد، والذي أُخذت منه قصة المشهد النهائي. تمكن إسحاقو ولاحقا لاندر، من الحصول على البعض من متاع بارك، لكن يومياته لم تسترد أبدا.
في عام 1827 حط ابنه الثاني توماس على ساحل غينيا، وكان ينوى أن يشق طريقه إلى بوسا، حيث ظن أن قد أباه احتجز سجينا هناك، لكن بعد أن مضى لفترة من الوقت داخل البلاد مات من الحمى. أما أرملة بارك فقد ماتت في عام 1840.

## كتب حول بارك
كتاب جي. تومسون مونغو بارك والنيجر (لندن، 1890) يحتوي أفضل تقدير ناقد عن المستكشف وعمله. أنظر أيضا حياة مونغو بارك (بقلم ويشو) الذي وضع في مقدمة مذكرات مَهمة إلى داخل أفريقيا في 1805 (لندن، 1815)؛ إتش. بي. حياة مونغو بارك (أدنبرة، 1835)؛ ومقطع مثير للاهتمام في سيرة حياة السير والتر سكوت بقلم لوكهارت، الجزء الثاني.

## روابط خارجية
- مونغو بارك على موقع الموسوعة البريطانية (الإنجليزية)
- مونغو بارك على موقع إن إن دي بي (الإنجليزية)